# Esparganosis
La esparganosis es una parasitosis tisular que se produce por la existencia en el organismo humano de larvas plerocercoides de cestodos.  Las mismas, con ciclo acuático, no maduran en el humano por tratarse de un hospedador accidental. La especie más conocida es Spirometra mansonoides, que es una tenia del intestino delgado. Fue descrita por primera vez en 1882 por Patrick Manson en China, y el primer caso humano lo reportó en 1908, Charles Wardell Stiles de Florida.

## Distribución
La esparganosis está presente en todo el mundo pero predomina en países asiáticos como Tailandia, Vietnam, Japón, Corea y Taiwán (aquí es muy importante la esparganosis cerebral) y en menor medida en Latinoamérica.

## Contagio
El humano puede hospedarla con facilidad y puede ser contraída por varias vías:
1. Ingestión de microcrustáceos infestados, al beber agua.
2. Ingestión de carne cruda de animales contaminados con larvas plerocercoides.
3. Aplicación de carne cruda contaminada con las larvas, sobre lesiones cutáneas o en los ojos.

La larva espargano al notar mayor temperatura migra de la carne del animal de sangre fría a la del humano de sangre caliente y se instala en ella. La acción dañina del espargano (larva) en el hombre se manifiesta como una lesión de tipo tumoral en cualquier parte del organismo, principalmente tejido subcutáneo o región ocular. También puede presentarse en intestino y cerebro, pero en raras ocasiones.

## Diagnóstico
El diagnóstico se confirma por la extracción de la larva, la cual debe ser identificada por un parasitólogo o anatomopatólogo. Mide generalmente varios milímetros, es de color blanco, aplanada y móvil. Al examen microscópico se presentan abundantes corpúsculos calcáreos típicos de cestodes. La extracción quirúrgica es el único tratamiento conocido, pero también se han evaluado antihelmínticos, no suponen ninguna ventaja pues la muerte del espargano desencadena una fuerte reacción inflamatoria.

## Prevención
La prevención estriba en no beber agua de ríos o lagos sin filtrar o tratar. La educación sanitaria es básica y necesaria.
El primer caso fue descrito en 1882 en un marinero chino. Muchos casos han sido reportados desde otras partes del mundo como: India, África, Australia, EE. UU., Italia y Holanda. En Latinoamérica se han registrado casos en Colombia, Uruguay, Venezuela, Brasil y Ecuador.

## Enfermedad en el hombre
- Tejido conjuntivo y subcutáneo
- Lesión nodular
- Urticaria
- Lesión ocular[5][9]